# Charles François Perrotin de Barmond
Charles François de Perrotin de Barmond est un religieux et homme politique français, né le 23 février 1759 à Paris et mort le 30 frimaire an IV (21 décembre 1795) à Presbourg (royaume de Hongrie).

## Biographie
Il est le fils d'Ange-François Perrotin de Barmond, maître ordinaire à la chambre des comptes et garde des registres du contrôle général à sa mort en 1782, et de Marie-Charlotte Aubourg de Boury, il est pourvu de la charge de conseiller-clerc au Parlement de Paris le 2 mars 1781.
L'abbé de Barmond est élu le 30 avril 1789 député du clergé aux États généraux par la Ville de Paris. Il devient secrétaire de son ordre puis de l'Assemblée tout entière. Il y siège à droite et son attitude le rend vite suspect à la gauche de la Constituante.
Il est arrêté en juillet 1790 à Châlons-sur-Marne pour avoir donné asile à M. Bonne-Savardin qui s'était évadé de la prison de l'Abbaye le 13. Il y est emprisonné le 17 août et comparait devant l'Assemblée. Il est mis en accusation par décret lors de la séance de l'Assemblée du 23 août 1790 après les prises de paroles de Jean-Georges Charles Voidel comme rapporteur, Robespierre, Pétion de Villeneuve, Mirabeau et Barnave pour l'accusation, Louis de Foucault de Lardimalie et l'abbé Maury pour la défense.
Libéré quelque temps après, l'abbé de Barmond émigre puis se réfugie en Hongrie où il meurt le 30 frimaire de l'an IV (21 décembre 1795).

## Iconographie
Liste non exhaustive de portraits de Charles François de Perrotin de Barmond :
- dessin anonyme, in-4, conservé à Paris à la Bibliothèque nationale de France ;
- dessin de Charles Toussaint Labadye, in-8, conservé à Paris à la Bibliothèque nationale de France ;
- gravure par Texier d'après Labadye, in-8, éditée chez Dejabin ;
- gravure anonyme, in-4, portant la devise « Miseris Succurrere Disco » (« J'ai appris [je cherche] à secourir les malheureux ») de Virgile, éditée à Paris chez Le Vachez.

## Blason
« D'Argent, à trois Cœurs de Gueules, posés deux & un »